# عميل بريد إلكتروني

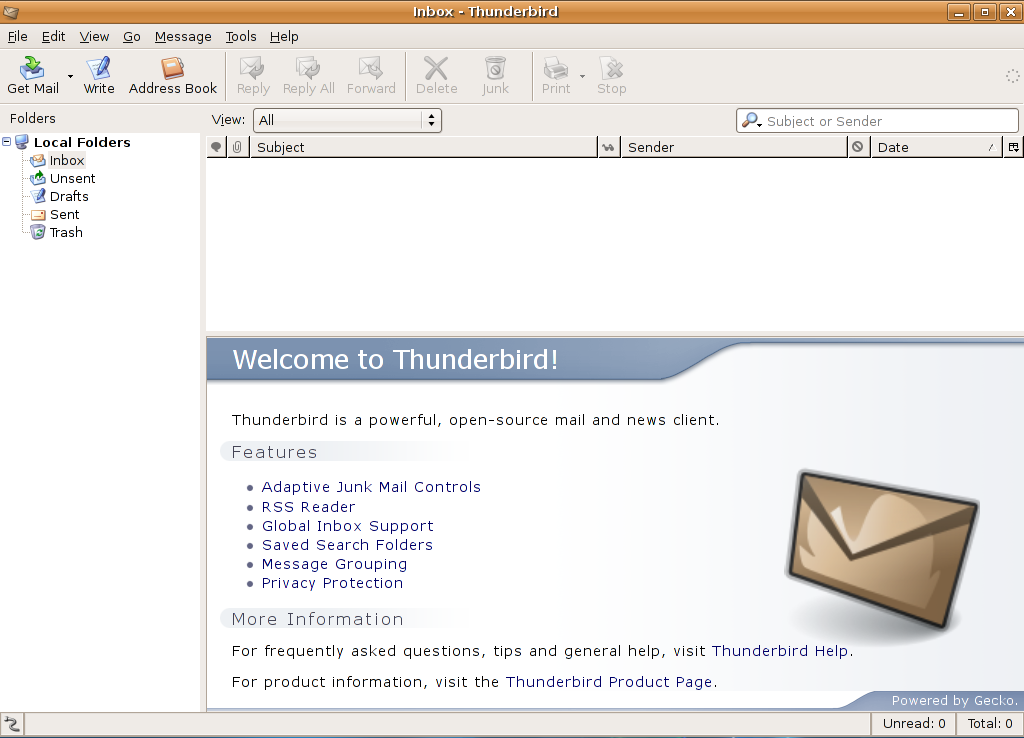
عميل البريد الإلكتروني موزيلا ثندربرد

عميل البريد الإلكتروني (بالإنجليزية: E-mail client) هو البرنامج أو الوسيط الذي يقوم بقراءة وإدارة محتوي البريد الإلكتروني. هناك العديد من البرامج التي تقوم بذلك مثل برنامج الآوت لوك إكسبريس كبرنامج يعمل داخل بيئة ويندوز وبرنامج موزيلا ثندربرد متعدد المنصات أو مثل برنامج ويب ميل الذي يأتي ضمن حزمة لوحة التحكم سي بانيل مع خوادم لينكس.